# Attentat de Namsiguia
 (février 2023).
L'attentat de Namsiguia est survenu le 9 août 2022 lorsque deux explosions ont tué 15 soldats burkinabés et en ont blessé un nombre indéterminé d'autres à Namsiguia, dans la province du Bam, au Burkina Faso.

## Contexte
Tout au long du début des années 2010, les mouvements djihadistes se sont largement répandus dans tout le Sahel et ont atteint le Burkina Faso en 2015. Depuis lors, le gouvernement burkinabè a lutté pour contenir à la fois les insurgés islamistes, la guerre et la violence tribales, qui se sont intensifiées depuis le déclenchement de la guerre. Début 2022, l'armée burkinabé sous Paul-Henri Damiba a renversé le président Roch Kaboré, citant l'incapacité de ce dernier à contrôler la violence comme raison du coup d'État. Cependant, les attaques djihadistes se sont poursuivies au Burkina Faso tout au long de l'année 2022.

## Attentat
Avant l'attentat, des djihadistes avaient attaqué un village voisin et tué cinq civils et cinq miliciens. Alors que des soldats burkinabés roulaient dans la région, un camion a heurté un engin piégé en bordure de route, tuant plusieurs soldats. Une deuxième explosion s'est déclenchée après qu'un autre convoi de soldats soit arrivé sur les lieux pour aider les blessés, les tuant également.